# Sarmentypnum
Sarmentypnum là một chi rêu trong họ Amblystegiaceae.